# Hairspray (film fra 1988)
|  | For andre betydninger, se Hairspray |
Hairspray er en film fra 1988 instrueret af John Waters. Filmen udspiller sig i begyndelsen af 1960'erne og handler om Tracy Turnblad, en teenager som på trods af sin overvægt bliver den nye stjernedanser på det populære tv-program "The Corny Collins Show". Dette ophidser Amber von Tussle, der hidtil været den populære danser. Desuden provokerer Tracy den konservative del af befolkningen, da hun støtter raceintegration.
Ricki Lake spillede sin første hovedrolle i filmen. I andre roller ses bl.a. Divine (i en dobbeltrolle som Tracys mor og Arvin Hodgepile, TV-stationens ejer), Deborah Harry og Sonny Bono (som Amber von Tussles forældre), Jerry Stiller som Tracys far og Colleen Fitzpatrick som Amber von Tussle. Pia Zadora og Ric Ocasek har gæsteoptræden som to beatniks. John Waters selv spiller en psykiater. Titelsangen blev sunget af Rachel Sweet.
Hairspray markerer begyndelsen på en epoke i John Waters' filmkarriere, hvor hans film blev mindre chokerende og mere familievenlige.

## Eksterne Henvisninger
- Hairspray på Internet Movie Database (engelsk)
- Hairspray på Filmdatabasen
- Hairspray på Scope
- Hairspray i Svensk Filmdatabas (svensk)
- Hairspray på AlloCiné (fransk)
- Hairspray på MovieMeter (nederlandsk)
- Hairspray på AllMovie (engelsk)
- Hairspray hos American Film Institute (engelsk)
- Hairspray på Turner Classic Movies (engelsk)
- Hairspray på The Movie Database (engelsk)